# Conjunt modern de Pampulha
El Complex Modern de Pampulha (portuguès:  Conjunto Moderno da Pampulha ) és un projecte urbà a Belo Horizonte a l'estat de Mines Gerais del Brasil. Va ser dissenyat al voltant d'un llac artificial, el llac Pampulha, al districte de Pampulha i inclou un casino, un saló de ball, el Club de Golf i l'Església de Sant Francesc d'Assís. Els edificis van ser dissenyats per l'arquitecte Oscar Niemeyer, en col·laboració amb l'arquitecte del paisatge Roberto Burle Marx i artistes brasilers modernistes.
Al juliol de l'any 2016 El lloc va ser declarat Patrimoni de la Humanitat per la UNESCO.

## Edificacions

### Església

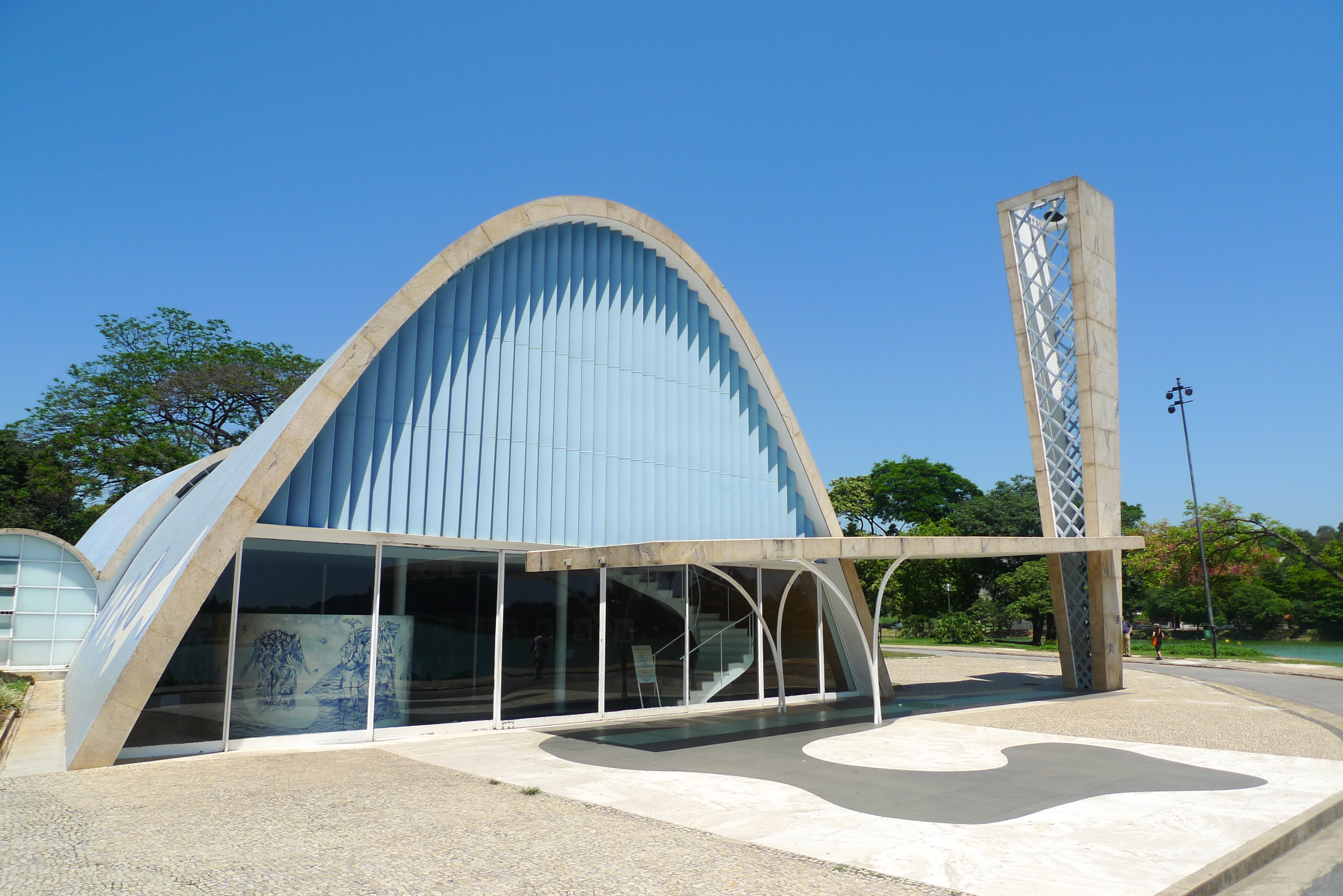
Església de São Francisco de Assis

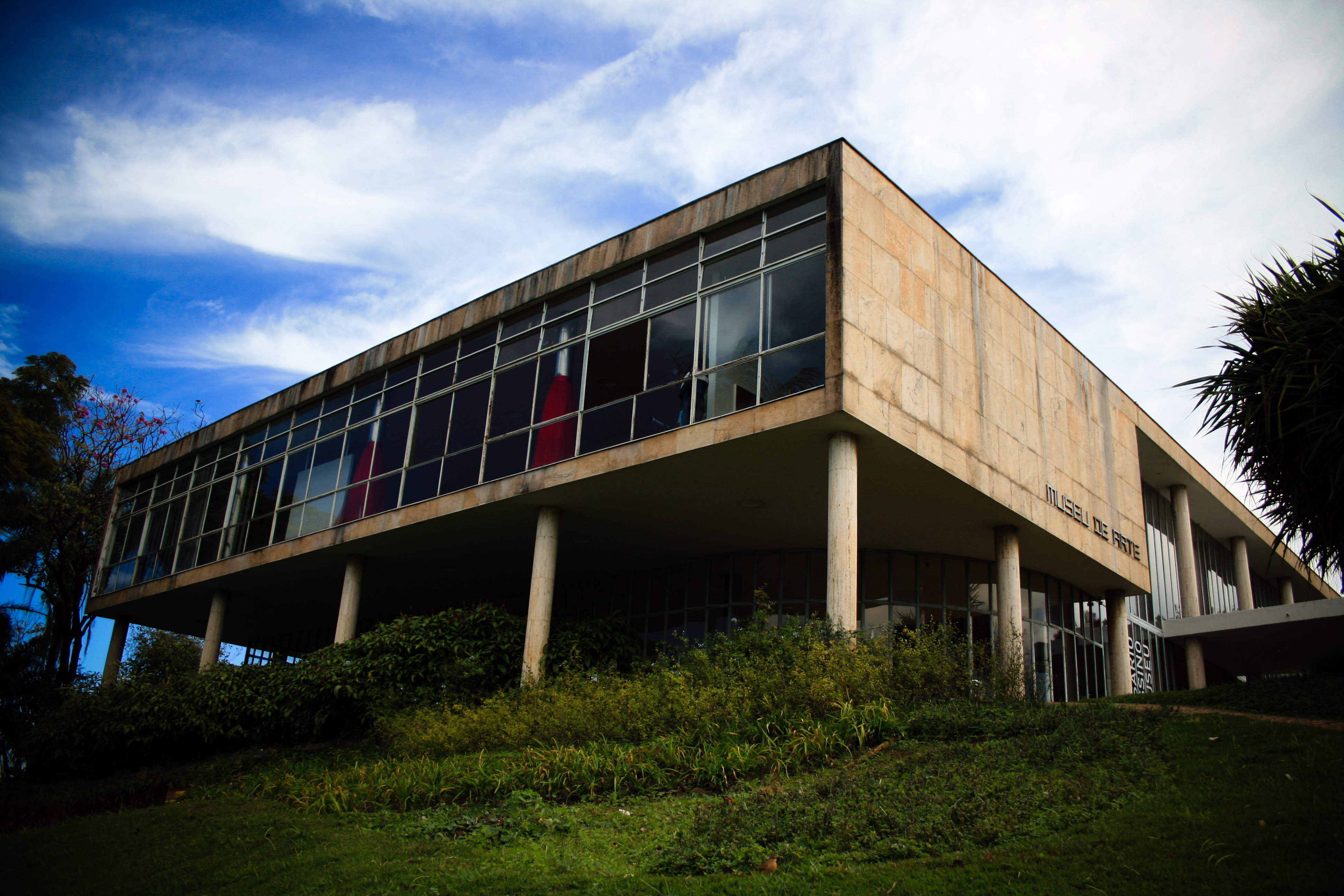
Museu d'Art de Pampulha

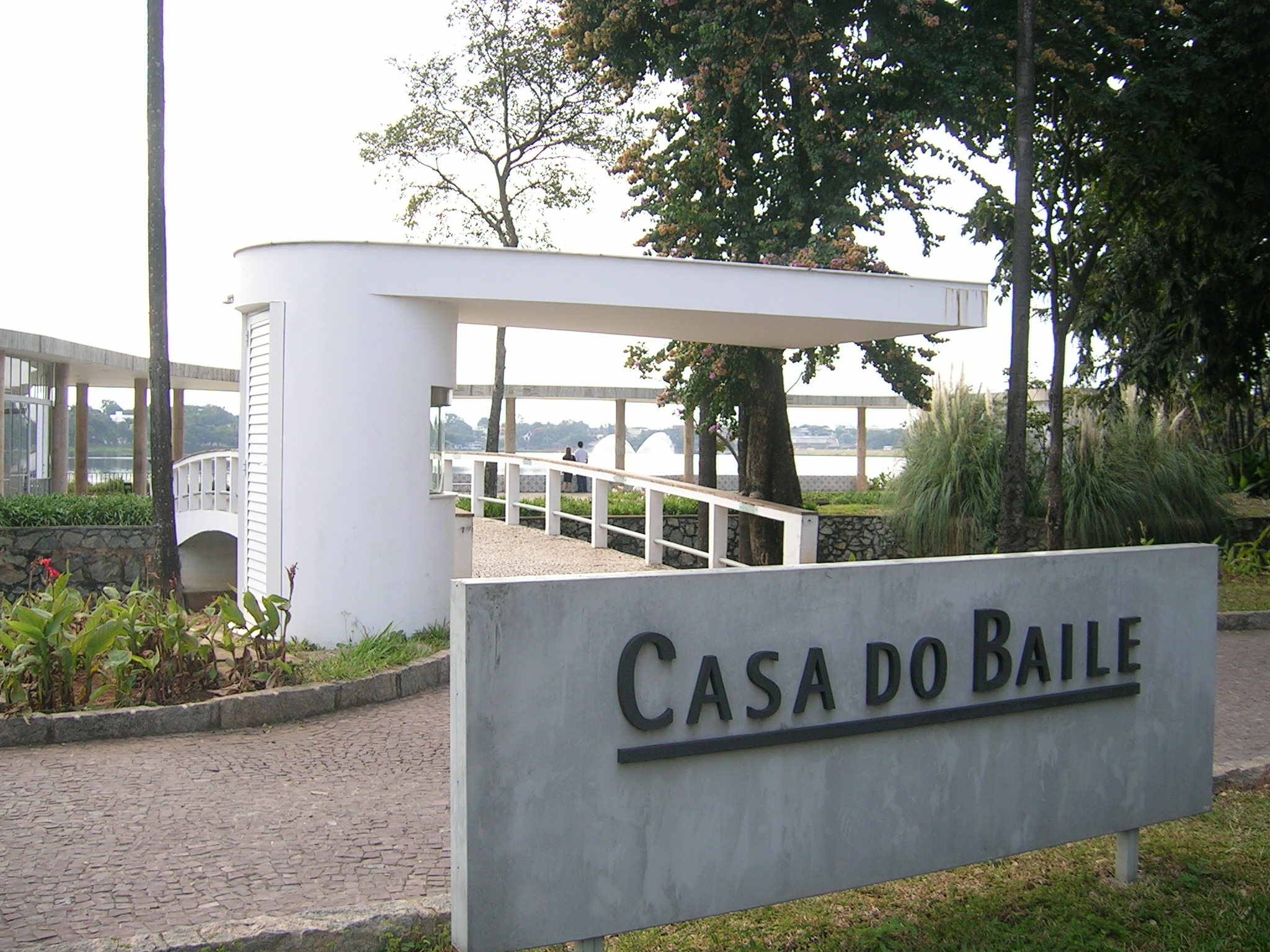
Casa do Baile

És considerada l'obra-mestra del conjunt. En el projecte de la capella Oscar Niemeyer va fer nous experiments en formigó armat, deixant la llosa sobre columnes i creant una volta parabòlica en formigó, fins llavors només utilitzada en hangars. La volta de la capella de la Pampulha era al mateix temps estructura i tancament, i així no va caldre maçoneria. Comença el que seria la pauta de tota la seva obra: una arquitectura al capdavant de la plasticitat de l'estructura de formigó armat, en formes atrevides, inusuals i sorprenents. El càlcul estructural va fer-lo l'enginyer Joaquim Cardozo, tingut per Niemeyer com el «brasiler més culte que existia».
Tot i la dedicació d'arquitectes i artistes, la capella —inaugurada el 1943— va ser mal rebuda per l'arxidiòcesi, que es va negar a acceptar-la i només es va consagrar 17 anys després, el 1959.

### Museu d'Art
El Museu d'Art de Pampulha (MAP) va ser el primer edifici de l'Assemblea a ser construït. En la construcció es veu la influència de Le Corbusier, sobretot a la façana de travertí i vidre. El casino va operar-hi fins al 30 d'abril de 1946, quan el president Gaspar Dutra va prohibir els jocs d'atzar a nivell nacional. El 1957, es va convertir en un museu d'art.
El MAP té una col·lecció d'unes 1.600 obres, entre d'altres, la mostra d'Art Contemporani del Brasil, que se centren en les tendències artístiques variades. Un dels aspectes més destacats de la col·lecció són les obres de Guignard. La col·lecció inclou obres de diferents artistes com Oswaldo Goeldi, Fayga Ostrower i Anna Letycia, modernistes com Di Cavalcanti, Livi Abramo, Bruno Giorgi i Ceschiatti i contemporanis com Antonio Dias, Frans Krajcberg, Ado Malagoli, Iberê Camargo, Tomie Ohtake Ivan Serpa, Milton Dacosta, Alfredo Volpi, Franz Weissmann, entre d'altres.

### Casa do Baile
Inaugurat el 1943, es va tancar el 1948 després del tancament del casino l'any 1946. La casa de la bola es troba en una illa artificial, s'accedeix per un pont d'onze metres. Es destaca la forma de la façana i la marquesina sinuosa.

### Iate Tênis Clube
Construït l'any 1942, amb el nom de Iate Club de Golf, i reformat el 1994 per l'IPHAN, l'arquitectura del Club de Tennis (ITC) es refereix a un vaixell que es vol posar en marxa a les aigües de Pampulha. Els jardins són de Roberto Burle Marx. L'únic complex de l'edifici que no pertany a l'arquitectura original és un annex construït el 1970, on hi ha una sala de festes i gimnàs. El 2016, la Prefectura de Belo horizonte ha acordat amb l'ITC per expropiar el lloc per a la demolició, com la UNESCO ha assenyalat que la diferència causada per l'annex dificulta la possible elecció com a patrimoni cultural.